# Callopatiria
Callopatiria is een geslacht van zeesterren uit de familie Asterinidae.

## Soorten
- Callopatiria cabrinovici O'Loughlin, 2009
- Callopatiria formosa (Mortensen, 1933)
- Callopatiria granifera (Gray, 1847)